# Рабаде
Рабаде (гал. Rábade, ісп. Rábade) — муніципалітет в Іспанії, у складі автономної спільноти Галісія, у провінції Луго. Населення — 1711 осіб (2009).
Муніципалітет розташований на відстані близько 440 км на північний захід від Мадрида, 10 км на північний захід від Луго.
Муніципалітет складається з таких паррокій: Рабаде.

## Демографія
Динаміка населення (INE ):

## Галерея зображень

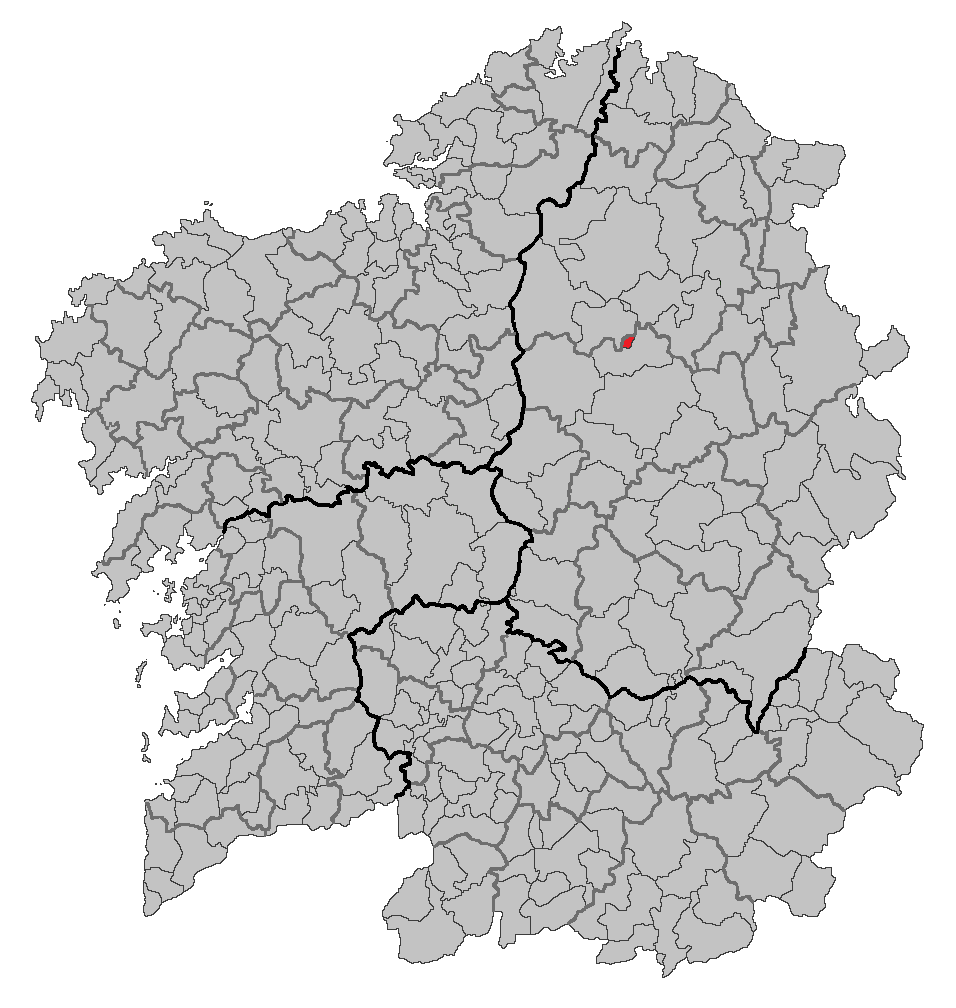
Муніципалітет у Галісії

## Парафії
Муніципалітет складається з таких парафій: 

## Релігія
Рабаде входить до складу Лугоської діоцезії Католицької церкви.